# Светско првенство у атлетици у дворани 2016 — скок удаљ за мушкарце
Скок удаљ у мушкој конкуренцији на Светском првенству у атлетици у дворани 2016. одржан је 20. марта у Орегонском конгресном центру у Портланду (САД).
Титулу светског првака освојену на Светском првенству 2014. бранио је Мауро Виницијус да Силва из Бразила.

## Земље учеснице
Учествовало је 14 атлетичара из 12 земаља.
1. Аруба (1)
2. Аустралија (1)
3. Јапан (1)
4. Јужноафричка Република (1)
5. Кина (2)
6. Кинески Тајпеј (1)
7. САД (2)
8. Теркс и Кејкос (1)
9. Уједињено Краљевство (1)
10. Уругвај (1)
11. Француска (1)
12. Чешка (1)

## Систем такмичења
Први пут ситем такмичења је промењен. Нема квалификације, него сви такмичари учествују у финалу, где ће свако од њих имати по три скока. Четврти и пети скок обезбедиће осам најбољих, док ће прилику за шести скок имати само четворица првопласираних после петте серије скокова.

## Освајачи медаља
|                  |                          |                    |
| Маркиз Денди САД | Фабрис Лапјер Аустралија | Хуанг Чангџоу Кина |

## Рекорди
Стање на 19. март 2016.
| Рекорди пре почетка Светског првенства 2016.     | Рекорди пре почетка Светског првенства 2016. | Рекорди пре почетка Светског првенства 2016. | Рекорди пре почетка Светског првенства 2016. | Рекорди пре почетка Светског првенства 2016. | Рекорди пре почетка Светског првенства 2016. |
| ------------------------------------------------ | -------------------------------------------- | -------------------------------------------- | -------------------------------------------- | -------------------------------------------- | -------------------------------------------- |
| Светски рекорд                                   | 8,79                                         | Карл Луис, Сједињене Државе                  | Њујорк, САД                                  | 27. јануар 1984.                             |                                              |
| Рекорд светских првенстава'                      | 8,62                                         | Иван Педросо Куба                            | Маебаши, Јапан                               | 7. март 1999.                                |                                              |
| Најбољи резултат сезоне у дворани                | 8,38                                         | Маркиз Денди, Сједињене Државе               | Фајетвил, САД                                | 12. фебруар 2016.                            |                                              |
| Европски рекорд                                  | 8,71                                         | Себастијан Бајер Немачка                     | Торино, Италија                              | 8. март 2009.                                |                                              |
| Северноамерички рекорд                           | 8,79                                         | Карл Луис, Сједињене Државе                  | Њујорк, САД                                  | 27. јануар 1984.                             |                                              |
| Јужноамерички рекорд                             | 8,42                                         | Ирвинг Саладино, Панама                      | Paiania, Грчка                               | 13. фебруар 2008.                            |                                              |
| Афрички рекорд                                   | 8,36                                         | Игнисиус Гајса, Гана                         | Стокхолм, Шведска                            | 2. фебруар 2006.                             |                                              |
| Азијски рекорд                                   | 8,27                                         | Су Сјонгфенг, Кина                           | Нанкинг, Кина                                | 11. март 2010.                               |                                              |
| Океанијски рекорд                                | 8,23                                         | Хенри Фрајн, Аустралија                      | Истанбул, Турска                             | 10. март 2012.                               |                                              |
| Рекорди после завршеног Светског првенства 2016. |                                              |                                              |                                              |                                              |                                              |
| Океанијски рекорд                                | 8,25                                         | Фабрис Лапјер, Аустралија                    | Портланд, САД                                | 20. март 2016.                               |                                              |

### Најбољи резултати у 2016. години
Десет најбољих скакача удаљ у мушкопј конкуренцији у дворани пре почетка такмичења (19. марта 2016), имали су следећи пласман.
| 1.  | Маркиз Денди     | Сједињене Државе     | 8,38 | 12. фебруар |
| 2.  | Грег Радерфорд   | Велика Британија     | 8,26 | 5. фебруар  |
| 3.  | Бачана Корава    | Грузија              | 8,25 | 7. фебруар  |
| 4.  | Џарион Лосон     | Сједињене Државе     | 8,17 | 29. јануар  |
| 4.  | Џонатан Адисон   | Сједињене Државе     | 8,17 | 5. фебруар  |
| 6.  | Андреас Отерлинг | Шведска              | 8,12 | 17. јануар  |
| 7.  | Фабрис Лапјер    | Аустралија           | 8,08 | 20. фебруар |
| 8.  | Џеф Хендерсон    | Сједињене Државе     | 8,06 | 12. фебруар |
| 9.  | Џилијан Хауард   | Сједињене Државе     | 8,03 | 6. фебруар  |
| 10. | Раихау Мајау     | Француска Полинезија | 8,02 | 6. фебруар  |

Такмичари чија су имена подебљана учествују на СП 2016.

## Квалификационе норме
| дворана | отворено |
| 8,18 м  |          |

## Сатница
| Датум         | Време | Коло   |
| ------------- | ----- | ------ |
| 18. март 2016 | 13.05 | Финале |

## Резултати

### Финале
,,
| Поз. | Атлетичар       | Земља                  | ЛР   | ЛРС  | 1.   | 2.   | 3.   | 4.   | 5.   | 6.   | Резултат (м) | Нап. |
| ---- | --------------- | ---------------------- | ---- | ---- | ---- | ---- | ---- | ---- | ---- | ---- | ------------ | ---- |
|      | Маркиз Денди    | САД                    | 8,41 | 8,41 | 8,05 | 8,26 | x    | 8,06 | x    | x    | 8,26         |      |
|      | Фабрис Лапјер   | Аустралија             | 8,19 | 8,08 | 7,29 | 7,78 | 8,25 | x    | 7,79 | x    | 8,25         | ОКР  |
|      | Хуанг Чангџоу   | Кина                   | 8,19 | 8,19 | 7,76 | 7,82 | 8,19 | 7,91 | 7,95 | 8,21 | 8,21         | ЛР   |
| 4.   | Џеф Хендерсон   | САД                    | 8,06 | 8,06 | 7,99 | 8,19 | 7,98 | 8,14 | 8,17 | 8,00 | 8,19         | ЛРС  |
| 5.   | Рушвал Самаи    | Јужноафричка Република |      |      | 8,14 | 8,18 | 8,03 | x    | x    |      | 8,18         | НР   |
| 6.   | Данијел Брамбл  | Уједињено Краљевство   | 7,94 | 7,94 | x    | 7,84 | 8,12 | 7,93 | 8,14 |      | 8,14         | ЛРС  |
| 7.   | Емилијанио Ласа | Уругвај                | 7,81 | 7,81 | 7,94 | x    | 7,70 | x    | 7,86 |      | 7.94         | НР   |
| 8.   | Ванг Ђенан      | Кина                   | 8,18 | 8,18 | 7,82 | 7,85 | 7,88 | 7,88 | 7,93 |      | 7,93         |      |
| 9.   | Кафетјен Гомис  | Француска              | 8,23 | 8,23 | 7,73 | 7,73 | 7,88 |      |      |      | 7,88         |      |
| 10.  | Радек Јушка     | Чешка                  | 8,10 | 8,03 | 7,88 | x    | x    |      |      |      | 7,88         |      |
| 11.  | Ифеанје Отуонје | Теркс и Кејкос         | 7,75 | 7,75 | x    | 7,38 | 7,40 |      |      |      | 7,40         |      |
| 12.  | Јохеј Сугај     | Јапан                  |      |      | 7,25 | 6,95 | 7,35 |      |      |      | 7,35         | ЛРС  |
| 13.  | Квинси Брил     | Аруба                  |      | 7,12 | 7,21 | 7,25 | 7,20 |      |      |      | 7,25         | НР   |
|      | Тед Хупер       | Кинески Тајпеј         | 7,83 | 7,83 | x    | x    | x    |      |      |      | БП           |      |